# Ventura Pons i Sala
Bonaventura Pons i Sala, més conegut com a Ventura Pons i Sala o simplement com a Ventura Pons (Barcelona, 25 de juliol del 1945 - 8 de gener de 2024), fou un director de cinema, guionista i productor català. Després de dirigir més d'una vintena d'obres teatrals, va rodar la seva primera pel·lícula l'any 1977, Ocaña, retrat intermitent, seleccionada oficialment pel Festival de Canes de 1978. Amb 32 llargmetratges, 30 produïts amb la seva companyia Els Films de la Rambla, S.A., fundada l'any 1985, es va convertir en el director que més pel·lícules ha rodat en català i en un dels cineastes més coneguts de Catalunya. Més de 810 festivals, 34 restrospectives, estudis i congressos acadèmics universitaris en les millors universitats del món anglosaxó i europeu, tesines doctorals, etc.
La seva obra es programa contínuament en els millors festivals de cinema internacionals, destacant els de Toronto (8 fest), la Berlinale (9 fest), on ha aconseguit la seva presència consecutiva durant cinc anys, i a la vegada ha estat estrenada en nombrosos països, tant en sales com en nombroses televisions.

## Biografia i obra cinematogràfica[1]
Ventura Pons va créixer a la Barcelona grisa de la postguerra. Des dels catorze anys va traslladar-se a Londres durant molt temps amb la seva família per al tractament del retinoblastoma dels seus germans bessons al Moorfields Eyes Hospital, on va conèixer la matrona de l'hospital, Margaret McKellar, que seria una gran influència en la seva joventut. A Londres, gràcies a una beca de l'Anglo-Catalan Society va poder investigar el documentalisme britànic del Free Cinema de finals de la dècada de 1950 i va conèixer John Osborne, John Flecher i altres integrants de la generació Angry Young Men. Aquests cineastes serien, a l'inici de la seva carrera cinematogràfica, els principals referents.
El 1967 va iniciar la trajectòria professional en el món del teatre i durant una dècada va dirigir una vintena d'obres teatrals. L'experiència teatral tindria una gran influència en la seva faceta com a director cinematogràfic, especialment pel que fa a direcció d'actors, a la qual sempre va donar una gran importància. La dimensió teatral en la seva obra cinematogràfica es reflecteix en l'il·lusionisme teatral amb plans contrapicats, poc moviment de càmeres o el predomin de plans fixes i frontals.
Pons va debutar al cinema amb Ocaña, retrat intermitent, una visió intimista del pintor andalús José Pérez Ocaña, un personatge provocador que va marcar la vida de la Rambla i la plaça Reial de Barcelona de final de la dècada del 1970. Rodada en sis dies amb un caràcter documental, retratava la realitat d'uns personatges marginals i va suposar una nova proposta cinematogràfica, en un país que vivia moments d'importants canvis polítics i culturals. La pel·lícula va ser seleccionada per al Festival de Canes l'any 1978 i a partir d'aquí va iniciar una llarga trajectòria per festivals internacionals fins a convertir-se en una pel·lícula de culte.
L'any 1981 va dirigir El vicari d'Olot i el 1985 va fundar la productora Els Films de la Rambla, amb la qual va filmar La rossa del bar i totes les pel·lícules posteriors. Començava una etapa farcida d'exitoses comèdies, com Puta misèria! (1989), Què t'hi jugues, Mari Pili? (1990), Aquesta nit o mai (1992) i Rosita, please! (1993). L'any 1994 va estrenar El perquè de tot plegat, amb un guió basat en els contes de l'escriptor català Quim Monzó.
Monzó va ser el primer d'una llarga llista d'escriptors contemporanis amb qui el cineasta barceloní va mantenir una estreta col·laboració: va adaptar textos de Josep Maria Benet i Jornet (Actrius, 1996, i Amic/Amat, 1998); de Sergi Belbel (Carícies, 1997, Morir (o no), 1999, i Forasters, 2008); de Lluís-Anton Baulenas (Anita no perd el tren, 2000, Amor idiota, 2004, i A la deriva, 2009); de Jordi Puntí i Garriga (Animals ferits, 2005), de Ferran Torrent (La vida abismal, 2006) i de Lluïsa Cunillé (Barcelona (un mapa), 2007). A més, l'any 2002 va dirigir El gran Gato, un musical documentat al voltant de la figura del cantant d'origen argentí i gran impulsor de la rumba catalana el Gato Pérez.
En 17 de setembre de 2014, impulsats per Ventura Pons van inaugurar-se els Cinemes Texas per programar principalment reestrenes en versió original subtitulada al català, pel·lícules infantils doblades al català, maratons temàtiques, sessions amb presentació i recuperació de clàssics del cinema, i van estar en funcionament fins al març de 2020 a causa de la crisi sanitària de la COVID-19. El març de 2017 va obrir els Cinemes AlbaTexas de València i l'abril de 2018 els cinemes Las Vegas de Figueres. A la vegada ha fundat la distribuïdora Albada Films per donar sortida al cinema mundial més interessant que no arriba a les nostres pantalles.
Va ser vicepresident de l'Acadèmia de les Arts i les Ciències Cinematogràfiques d'Espanya, conseller i patró de la Fundació Autor durant 12 anys i va rebre, entre d'altres, la Medalla d'Or al Mèrit en les Belles Arts del Govern espanyol, la Creu de Sant Jordi del Govern català, el Premi Nacional de Cinema de la Generalitat de Catalunya, un Premi Ondas, el Premio Ciudad de Huesca, el Zinegoak 2005 a Bilbao, el premi Gaudí d'Honor 2015, el Premi d'honor Jordi Dauder a Lleida 2016. i el Premi Comte Jaume d'Urgell 2018 També va obtenir el Zlatni Pecât (Segell d'Or) a Belgrad, Sèrbia, el premi Respecte a Piestany, Eslovàquia, el Premi Gloria a Chicago (EUA), el Premi Mayahuel al FICG 33 Guadalajara (Mèxic), i molts d'altres per la seva carrera, per exemple, els dels festivals de Lima (Perú), Torí (Itàlia), Montpeller (França).
La Denver Colorado University, (EUA) celebrà l'octubre del 2012 un Congrés universitari sobre el seu cinema amb especialistes del món acadèmic anglosaxó. L'Editorial Vervuert / Iberoamericana va publicar el llibre d'aquest congrés: Ventura Pons: Una mirada excepcional desde el cine catalán.
És autor de dos llibres de memòries Els meus (i els altres) (edicions Proa, 2011), He tastat molts fruits de l'arbre de la vida 2018 i d'un diari de viatge 54 dies i escaig, (edicions Tres i Quatre, 2012).

## Direccions de teatre
- 1967, 6 de març: Menego, dins l'espectacle Els diàlegs d'en Ruzante, d'Angelo Beolco. Estrenada al Teatre Romea (Barcelona)
- 1968, 9 d'octubre: Nit de reis o el que vulgueu de William Shakespeare. Estrenada al Teatre Romea (Barcelona)
- 1969: Aquell atractiu que es diu el Knack o qui no té grapa, no endrapa d’Ann Jellicoe. Estrenada al Teatre Windsor (Barcelona)
- 1970: Cambrera nova i Allò que tal vegada esdevingué de Joan Oliver. Estrenada al Teatre CAPSA (Barcelona)
- 1972: Bestiari, amb text de Joan Oliver i música de La Trinca. Estrenada al Teatre Ars (Barcelona)
- 1972: L'auca del senyor Llovet o els planys de la soferta de Jordi Teixidor. Estrenada al Teatre Poliorama (Barcelona)
- 1973: La Moschetta de Ruzante. Estrenada al Teatre Grec (Barcelona)
- 1974: El cap i la fi de Carles Valls. Estrenada al Teatre CAPSA (Barcelona)
- 1974: Quan va ser el darrer cop que vas veure la mare? de Christopher Hampton. Estrenada al Teatre Romea (Barcelona)
- 1976: Don Juan Tenorio, protagonitzat per Joan Capri i Mary Santpere. Estrenada al Teatre Romea (Barcelona)
- 1976, 23 d'abril: Mercè dels uns, Mercè dels altres de Carles Valls. Estrenada al Teatre Centre Espanyol (Barcelona)
- 1977, 3 de març: The Rocky Horror Show, original de Richard O'Brien. Versió catalana de Narcís Comadira. Estrenada al Teatre Romea (Barcelona)
- 1983: Tres boleros de Harvey Fierstein, traducció de Quim Monzó. Estrenada al Teatre Martínez Soria (Barcelona)
- 2017: Quina feinada! de Becky Mode, traducció de Ventura Pons. Estrenada al Teatre Versus Glòries (Barcelona)[23]

## Filmografia
| Any  | Pel·lícula                              | Com a    | Com a     | Com a     |
| Any  | Pel·lícula                              | Director | Guionista | Productor |
| ---- | --------------------------------------- | -------- | --------- | --------- |
| 1977 | Ocaña, retrat intermitent               | Sí       | Sí        |           |
| 1979 | Informe sobre el FAGC                   | Sí       | Sí        |           |
| 1980 | El vicari d'Olot                        | Sí       |           |           |
| 1986 | La rossa del bar                        | Sí       | Sí        |           |
| 1989 | Puta misèria!                           | Sí       | Sí        |           |
| 1991 | Què t'hi jugues, Mari Pili?             | Sí       |           | Sí        |
| 1992 | Aquesta nit o mai                       | Sí       |           |           |
| 1993 | Rosita, please!                         | Sí       |           | Sí        |
| 1995 | El perquè de tot plegat                 | Sí       | Sí        |           |
| 1997 | Actrius                                 | Sí       | Sí        | Sí        |
| 1998 | Carícies                                | Sí       | Sí        | Sí        |
| 1999 | Amic/Amat                               | Sí       |           | Sí        |
| 2000 | Morir (o no)                            | Sí       | Sí        | Sí        |
| 2001 | Anita no perd el tren                   | Sí       | Sí        | Sí        |
| 2002 | Menja d'amor                            | Sí       | Sí        | Sí        |
| 2003 | El gran Gato                            | Sí       | Sí        | Sí        |
| 2004 | Amor idiota                             | Sí       | Sí        | Sí        |
| 2005 | Animals ferits                          | Sí       | Sí        | Sí        |
| 2006 | La vida abismal                         | Sí       | Sí        | Sí        |
| 2007 | Barcelona (un mapa)                     | Sí       | Sí        | Sí        |
| 2008 | Forasters                               | Sí       | Sí        | Sí        |
| 2009 | A la deriva                             | Sí       | Sí        | Sí        |
| 2010 | Mil cretins                             | Sí       |           | Sí        |
| 2012 | Any de Gràcia                           | Sí       | Sí        | Sí        |
| 2013 | Un berenar a Ginebra                    | Sí       | Sí        | Sí        |
| 2013 | Ignasi M.                               | Sí       | Sí        | Sí        |
| 2015 | El virus de la por                      | Sí       | Sí        | Sí        |
| 2015 | Cola, Colita, Colassa (Oda a Barcelona) | Sí       | Sí        | Sí        |
| 2016 | Oh, quina joia!                         | Sí       | Sí        | Sí        |
| 2017 | Sabates grosses                         | Sí       | Sí        | Sí        |
| 2018 | Miss Dalí                               | Sí       | Sí        | Sí        |
| 2018 | Universal i faraona                     | Sí       | Sí        | Sí        |
| 2019 | Be happy!                               | Sí       | Sí        | Sí        |

## Guardons
D'entre els molts premis a què va optar, els principals són els següents:

### Premis
- Premi Butaca a la millor pel·lícula catalana:
  - 1995: El perquè de tot plegat[24]
  - 1997: Actrius[25]
  - 1999: Amic/Amat[26]
- 1995: Premi Nacional de Cinema, concedit per la Generalitat de Catalunya[1]
- 1996: Premi Sant Jordi de Cinematografia a la millor pel·lícula per El perquè de tot plegat[cal citació]
- 1999: Premi Ondas especial per la seva pel·lícula Amic/Amat[15]
- 2001: Medalla d'Or al Mèrit en les Belles Arts[1]
- 2007: Creu de Sant Jordi, concedida per la Generalitat de Catalunya.[27]
- 2015: Premi Gaudí d'Honor-Miquel Porter.[28]

### Nominacions
- Premi Goya al millor guió adaptat:
  - 1996: El perquè de tot plegat[29]
  - 1998: Actrius, amb Josep Maria Benet i Jornet[30]
  - 2002: Anita no perd el tren, amb Lluís-Anton Baulenas[31]
  - 2008: Barcelona (un mapa)[32]
- Premi Butaca a la millor pel·lícula catalana:
  - 2000: Morir (o no)[cal citació]
  - 2001: Anita no perd el tren[cal citació]
  - 2002: Menja d'amor[cal citació]
  - 2008: Barcelona (un mapa)[cal citació]
- Premi Gaudí 2009 al millor director i al millor guió per Forasters[cal citació]